# James Dickey
James Lafayette Dickey, III (Atlanta, 2 febbraio 1923 – Columbia, 19 gennaio 1997) è stato uno scrittore e poeta statunitense.

## Biografia
Divenne celebre grazie al romanzo Dove porta il fiume, da cui il regista John Boorman trasse il film Un tranquillo weekend di paura, con Burt Reynolds. Dickey collaborò alla stesura della sceneggiatura e interpretando un cameo nel film.
È morto nel 1997 per una fibrosi polmonare.

## Opere principali

### Narrativa
- Dove porta il fiume (Deliverance) (1970) A. Mondadori, 1972
- Oceano bianco (To the White Sea) (1993) Bompiani, 1994

### Poesia
- Elmetti (Helmets) (1962) Passigli, 1992

## Filmografia
- Un tranquillo weekend di paura (Deliverance), regia di John Boorman (1972)